# Łowca snów (film 2003)
Łowca snów – amerykańsko-kanadyjsko-francusko-australijski horror z 2003 roku zrealizowany na podstawie powieści Stephena Kinga o tym samym tytule.

## Główne role
- Morgan Freeman – Pułkownik Abraham Curtis
- Thomas Jane – Henry
- Jason Lee – Beaver
- Damian Lewis – Jonesy
- Timothy Olyphant – Pete
- Tom Sizemore – Owen
- Donnie Wahlberg – Duddits
- Eric Keenleyside – Rick McCarthy
- Rosemary Dunsmore – Roberta Cavell
- Michael O’Neill – Generał Matheson
- Darrin Klimek – Maples
- C. Ernst Harth – Barry Neiman
- Ingrid Kavelaars – Trish
- Chera Bailey – Rachel
- Alex Campbell – Richie Grenadeau
- T.J. Riley – Scottie
- Ryan DeBoer – Duncan
- Susan Charest – Becky

## Fabuła
Czterej przyjaciele – Henry, Beaver, Jonesy i Pete – co roku spotykają się w opuszczonej chacie myśliwskiej. Wcześniej spotkali w szkole kumpla Dudditsa, który przekazał im swoją moc: potrafią czytać w myślach. Ale podczas tej nocy pojawia się zagubiony mężczyzna. Kilka godzin później umiera przez łasicopodobnego stwora, który ucieka z jego ciała. Koledzy będą musieli stanąć do walki z Obcymi i wojskiem.